# Cryptostylis taiwaniana
Cryptostylis taiwaniana é uma espécie pertencente à família das orquídeas (Orchidaceae), que existem em Taiwan, e Filipinas. São plantas terrestres glabras perenes; sem tubérculos, com longas raízes glabras carnosas; inflorescência racemosa, com flores que medem mais de quinze milímetros e não ressupinam, de cores pouco vistosas, com sépalas e pétalas reduzidas, parecidas mas ligeiramente diferentes, as pétalas menores; e labelo fixo e imóvel, muito maior que os outros segmentos; coluna curta e apoda com quatro polínias.

## Publicação e sinônimos
- Cryptostylis taiwaniana Masam., Trans. Nat. Hist. Soc. Taiwan 23: 208 (1933).

Sinônimos homotípicos:
- Cryptostylis arachnites var. taiwaniana (Masam.) S.S.Ying, Col. Ill. Indig. Orch. Taiwan 3: 622 (1988).

Sinônimos heterotípicos:
- Cryptostylis philippinensis Schltr., Bot. Jahrb. Syst. 58: 54 (1922), nom. nud.
- Cryptostylis arachnites var. philippinensis (Schltr.) S.S.Ying, Col. Ill. Indig. Orch. Taiwan 1(2): 118 (1977), nom. inval.